# Tomi Poikolainen
Tomi Jaakko Poikolainen (Helsinki, 27 de diciembre de 1961) es un deportista finlandés que compitió en tiro con arco, en la modalidad de arco recurvo. Estuvo casado con la arquera Jutta Vähäoja.
Participó en cinco Juegos Olímpicos de Verano, obteniendo dos medallas, oro en Moscú 1980, en la prueba individual, y plata en Barcelona 1992, en la prueba por equipo (junto con Ismo Falck y Jari Lipponen), el quinto lugar en Los Ángeles 1984 (individual), el cuarto en Seúl 1988 (equipo) y el octavo en Atlanta 1996 (equipo).
Ganó tres medallas en el Campeonato Mundial de Tiro con Arco al Aire Libre entre los años 1981 y 1991, y ocho medallas en el Campeonato Europeo de Tiro con Arco al Aire Libre entre los años 1978 y 1994.

## Palmarés internacional
| Juegos Olímpicos                 | Juegos Olímpicos          | Juegos Olímpicos  | Juegos Olímpicos |
| Año                              | Lugar                     | Medalla           | Prueba           |
| -------------------------------- | ------------------------- | ----------------- | ---------------- |
| 1980                             | Moscú (URSS)              | Medalla de oro    | Individual       |
| 1992                             | Barcelona (España)        | Medalla de plata  | Equipo           |
| Campeonato Mundial al Aire Libre |                           |                   |                  |
| Año                              | Lugar                     | Medalla           | Prueba           |
| 1981                             | Punta Ala (Italia)        | Medalla de plata  | Equipo           |
| 1989                             | Lausana (Suiza)           | Medalla de bronce | Individual       |
| 1991                             | Cracovia (Polonia)        | Medalla de plata  | Equipo           |
| Campeonato Europeo al Aire Libre |                           |                   |                  |
| Año                              | Lugar                     | Medalla           | Prueba           |
| 1978                             | Stoneleigh (Reino Unido)  | Medalla de plata  | Equipo           |
| 1982                             | Kecskemét (Hungría)       | Medalla de bronce | Individual       |
| 1982                             | Kecskemét (Hungría)       | Medalla de bronce | Equipo           |
| 1986                             | Esmirna (Turquía)         | Medalla de oro    | Individual       |
| 1986                             | Esmirna (Turquía)         | Medalla de plata  | Equipo           |
| 1988                             | Luxemburgo (Luxemburgo)   | Medalla de bronce | Individual       |
| 1988                             | Luxemburgo (Luxemburgo)   | Medalla de bronce | Equipo           |
| 1994                             | Nymburk (República Checa) | Medalla de oro    | Equipo           |